# Bosquerola emmascarada de matollar
La bosquerola emmascarada de matollar (Geothlypis nelsoni) és un ocell de la família dels parúlids (Parulidae).

## Hàbitat i distribució
Habita el sotabosc del bosc mixt i zones arbustives de Mèxic, al sud-est de Coahuila i centre de Nuevo León cap al sud fins Mèxic DF, Puebla, centre de Veracruz i oest i centre d'Oaxaca.